# Bartolomeo Contarini (nobiluomo)
Bartolomeo Contarini (XV secolo ... – ...; fl. XV secolo) fu un nobile della Repubblica di Venezia del XV secolo che sposò Chiara Zorzi, vedova del duca di Atene Neri II Acciaiuoli (m. 1451), e che insieme a lei governò il ducato (1451 - 1454) in nome del figlio neonato, Francesco I Acciaioli.

## Biografia
Figlio di Priamo, il castellano di Nauplia. Dopo essersi recato ad Atene per lavoro, si innamorò di Chiara e quindi fece uccidere la propria moglie rimasta a a Venezia per sposare la duchessa. I cittadini ateniesi, tuttavia, diffidarono dell'influenza dei due innamorati sul giovane duca e, dunque, chiesero a Maometto II, il sultano ottomano, di intervenire a nome del giovane duca Francesco I. Bartolomeo e Chiara furono convocati alla sua corte ad Adrianopoli e il giovane duca affidato alle cure del sultano mentre suo cugino Francesco II Acciaioli, nipote della Zorzi, fu mandato ad Atene come duca vassallo turco.
Il nuovo duca fece assassinare Chiara a Megara e Bartolomeo si appellò al sultano per ottenere giustizia. Atene fu conquistata dai turchi nel 1456, annessa all'impero turco, e Francesco II deposto.